# Enfrentamientos en Qamishli de 2016
Los Enfrentamientos en Qamishli de 2016 se produjeron en la ciudad siria de Qamishli entre milicianos y paramilitares kurdos y las Fuerzas de Defensa Nacional, milicia leal al gobierno del presidente Bashar al-Assad.

## Desarrollo
El 20 de abril de 2016, elementos de las FDN atacaron a una patrulla de Asayish cuando esta no se detuvo en un puesto de control del ejército, en el distrito de Qamishli. Según fuentes kurdas, las FDN mataron a dos miembros de Asayish y a dos civiles con disparos de francotiradores. Otros enfrentamientos comenzaron a producirse, involucrando a equipos tácticos kurdos, que mataron a 8 milicianos de las FDN y capturaron a varios otros.
Al día siguiente, Asayish rodeó a las fuerzas leales en el centro de la ciudad, y capturaron una panadería y una prisión, perdiendo a 5 de sus combatientes. Se reportó que unos 45 miembros de las FDN se rindieron y que varios civiles perecieron. Durante los combates, los kurdos removieron un póster con la cara de al-Assad de las áreas que capturaron. Como respuesta, el ejército sirio lanzó un ataque con morteros sobre la prisión y sus alrededores, lo que resultó en la muerte de 4 civiles en los barrios cercanos. Ese mismo día, el Estado Islámico se adjudicó la detonación de un coche bomba que mató a 15 combatientes kurdos. Por la tarde, las FDN y Sootoro se hicieron con dos puestos de control, un hospital y un estadio.
El 22 de abril se declaró un alto al fuego por tiempo indefinido.

## Consecuencias
En virtud de los términos del alto el fuego, una veintena de combatientes leales fueron puestos en libertad el 25 de abril.